# 赤道几内亚政党列表
赤道几内亚政党列表列举了赤道几内亚共和国大部分主要政党。赤道几内亚在实际上是一个一党优势制国家，该国长期由赤道几内亚民主党担任执政党。尽管1991年制定的《赤道几内亚宪法》在法律上确定了该国是一个多党制国家，但实际上仅有一个反对党得以公开活动。同时，该国的选举曾多次被控舞弊。

## 现有政党

### 主要政党
| 政党名称                             | 政党名称         | 成立年份 | 党魁                            | 政治立场 | 意识形态                                         | 国会席次 | 国会席次  |
| 政党名称                             | 政党名称         | 成立年份 | 党魁                            | 政治立场 | 意识形态                                         | 参议院   | 众议院    |
| ------------------------------------ | ---------------- | -------- | ------------------------------- | -------- | ------------------------------------------------ | -------- | --------- |
|                                      | 赤道几内亚民主党 | 1987年   | 特奥多罗·奥比昂·恩圭马·姆巴索戈 | 大帐篷   | 威权主义 非洲民族主义 军国主义 民粹主义 芳人利益 | 70 / 70  | 100 / 100 |
|                                      | 争取社会民主联盟 | 1990年   | 圣地亚哥·奥巴马·恩东            | 中左翼   | 社会民主主义 民主社会主义                        | 0 / 70   | 0 / 100   |
|                                      | 社会民主联盟党   | 1990年代 | 布埃纳文图拉·蒙苏伊·阿苏穆      | 中左翼   | 社会民主主义                                     | 0 / 70   | 0 / 100   |
| 数据来源：赤道几内亚新闻与资讯办公室 |                  |          |                                 |          |                                                  |          |           |

### 其他政党
尽管依据《赤道几内亚宪法》的规定，赤道几内亚从1991年开始就允许其他政党的成立和活动。但实际上，赤道几内亚的政党除赤道几内亚民主党外的政党分为三大类：第一类是与政府结盟的合作政党；第二类就是虽允许公开活动但却会遭受政府打压的合法政党；第三类则是并未在政府部门注册的非法政党。

#### 主要非法政党
- 比奥科岛自决运动（英语：Movement for the Self-Determination of Bioko Island）
- 赤道几内亚国民民主同盟（英语：National Democratic Union of Equatorial Guinea）
- 进步民主联盟（英语：Progressive Democratic Alliance (Equatorial Guinea)）
- 赤道几内亚进步党
- 年轻的恩多维人—恩多维人民党（Etomba a Ndowe-Ndowe People Party）

#### 其他主要小党
| - 布比人同盟（Bubi Union） - 民主反对派合作体（Co-operative of the Democratic Opposition） - 民主发展同盟（Democratic Development Union） - 民主联邦党（Democratic Federal Party） - 民主社会独立党（Democratic Social Independent Party） - 赤道几内亚抵抗运动（Equatorial Guinean Resistance）政治军事组织 - 几内亚人民解放军（Guinean People's Liberation Force） - 自由民主大会（Liberal Democratic Convention） - 赤道几内亚自由党（Liberal Party of Equatorial Guinea） - 自由运动与赤道几内亚未来（Movement of Liberty and the Future of Equatorial Guinea） - 全国民主复兴联盟（National Alliance for Democratic Restoration） - 赤道几内亚全国解放运动（National Movement for the Liberation of Equatorial Guinea） - 赤道几内亚全国抵抗运动（National Resistance of Equatorial Guinea） - 民主联盟党（Party of the Democratic Coalition） | - 社会民主联盟党 - 联合反对党纲领（Platform of the United Opposition） - 赤道几内亚人民行动 - 赤道几内亚人民同盟 - 赤道几内亚改革党（Reformist Party of Equatorial Guinea） - 共和民主力量（Republican Democratic Force） - 赤道几内亚共和同盟（Republican Union of Equatorial Guinea） - 社会民主与人民融合（Social Democratic and Popular Convergence） - 赤道几内亚社会民主党（Social Democratic Party of Equatorial Guinea） - 赤道几内亚社会民主同盟（Social Democratic Union of Equatorial Guinea） - 赤道几内亚社会主义者党（Socialist Party of Equatorial Guinea） - 民主与社会发展同盟（Union for Democracy and Social Development） - 独立民主人士同盟（Union of Independent Democrats） - 中右翼同盟（Union of the Centre-Right） |

## 历史政党
此处列举的政党均成立于弗朗西斯科·马西亚斯·恩圭马就任赤道几内亚总统之前，而它们中的绝大部分均在马西埃执政期间被禁止或解散。
- 民主费尔南德诺同盟（Democratic Fernandino Union）
- 马西埃集团（Macías Group）
- 民族解放十字军（National Liberation Crusade）
- 赤道几内亚民族解放阵线（National Liberation Front of Equatorial Guinea）
- 民族同盟运动（National Union Movement）
- 赤道几内亚人民意见党（英语：Popular Idea of Equatorial Guinea）
- 赤道几内亚人民解放同盟（Popular Liberation Union of Equatorial Guinea）
- 赤道几内亚支持独立运动（Pro-Independence Movement of Equatorial Guinea）
- 团结国民党（英语：United National Workers' Party）
- 团结全国工人党（英语：United National Workers' Party）
- 赤道几内亚同盟运动（Union Movement of Equatorial Guinea）